# Prix Maurice-Yvain
Le prix Maurice-Yvain est une récompense musicale créée en 1972 à l'instigation de la veuve du compositeur Maurice Yvain (1891-1965) et remise annuellement par la Société des auteurs et compositeurs dramatiques (SACD) à un « compositeur de musique légère ou d'opérette » – choisi par le président et le conseil d'administration – dont « le talent et la fraîcheur sont la continuité de l’œuvre de Maurice Yvain ».

## Récipiendaires
Depuis l'origine, les récipiendaires sont :
- 1976 : Gérard Calvi
- 1977 : Marc Berthomieu
- 1978 : Guy Lafarge
- 1979 : Jack Ledru
- 1980 : Henri Betti
- 1981 : Georges Liferman
- 1982 : Jacques Météhen
- 1983 : Paul Bonneau
- 1991 : Louis Dunoyer de Segonzac
- 2004 : Didier Lockwood
- 2006 : Thierry Boulanger
- 2007 : Patrick Laviosa
- 2008 : Michel Frantz
- 2009 : Antoine Hervé
- 2010 : Isabelle Aboulker
- 2011 : Thierry Lalo[3]
- 2012 : Étienne Perruchon
- 2013 : Hervé Devolder
- 2014 : Juliette[4]
- 2015 : Quartet Buccal[5]
- 2016 : Isa Fleur[6]
- 2017 : Anne Sylvestre[7]
- 2019 : Raphaël Bancou[8]
- 2020 : Bruno Fontaine[9]
- 2021 : Didier Bailly[8]
- 2022[10] : Julien Joubert[11]